# Eretmocera sinensis
Eretmocera sinensis is een vlinder uit de familie van de dikkopmotten (Scythrididae). De wetenschappelijke naam van de soort is voor het eerst geldig gepubliceerd door Felder.